# 永璟
永璟（1756年1月22日—1757年9月7日），愛新覺羅氏，清朝乾隆帝第十三子。永璟生于乾隆二十年（1755年）十二月廿一，生母是乾隆第二位皇后那拉氏。和哥哥永璂是繼皇后那拉氏的亲生儿子。永璟只活了19个月，乾隆二十二年（1757年）七月廿四，永璟病死，祔葬在朱華山端慧皇太子（永璟的異母二哥永璉，生母為孝賢純皇后。）園寝内。

## 端慧皇太子园寝
园寝内有三座地宫，端慧皇太子地宫居中为石券，东侧地宫也是石券祔葬三人，居中为端慧皇太子的同母弟悼敏皇子，左右为皇九子、皇十子，西侧地宫规制最低仅为砖券祔葬三人，十三阿哥居中，左右为皇十四子和皇十六子。